# François Xavier de Schwarz
François Xavier de Schwarz (8 de enero de 1762 – 1823) fue un oficial de la caballería ligera francesa durante las Guerras revolucionarias francesas y general de brigada de la Grande Armée de Napoleón Bonaparte.

## Biografía
Schwarz nació en Hernweis, Gran Ducado de Baden, hijo de un barón del Sacro Imperio Romano Germánico que estaba al servicio de Baviera. Entró al servicio de Francia en 1776 y sirvió como oficial en el segundo regimiento de húsares en las guerras de la Primera y la Segunda Coaliciones, y participó en todas las grandes campañas. En 1798 desembarcó en Irlanda bajo las órdenes del general Hardy con un pequeño contingente, fue capturado el 12 de octubre y no fue liberado hasta 1799.
Durante el Primer Imperio, en 1804 recibió el grado de Oficial de la Legión de Honor y en 1805, tras su participación en la batalla de Austerlitz el grado de Comandante de la Legión. En 1807 fue promovido a general de brigada. Transferido en los Pirineos Orientales bajo las órdenes del general Duhesme, entró en Cataluña al frente de la caballería italiana del ejército napoleónico. El ejército de Duhesme estaba formado por soldados de varias procedencias: franceses, italianos, toscanos, napolitanos, suizos y westfalienses.
El 13 de febrero de 1809 llegó a Barcelona. A comienzos de junio de este año partió con una columna en dirección a Lérida. Su primera misión era registrar el monasterio de Montserrat y destruir los polvorines que los patriotas tenían en Manresa. Al llegar a Bruch, el 6 de junio, al pie del macizo de Montserrat, fue atacado por una muchedumbre de paisanos armados de las villas del entorno y por un nutrido grupo de soldados españoles desertores; sus tropas, sorprendidas, perdieron un águila imperial. Fue entonces cuando oyó tocar el tambor por todas partes. El general decidió retroceder, forzando las villas de Martorell y Esparraguera, donde todo el mundo les lanzaba cuanto podía a los soldados franceses. Después de dos días de penosa marcha, Schwartz llegó a Molins de Rey, donde tomó posiciones esperando órdenes.
El 5 de abril luchó en la batalla de Manresa, siendo derrotado por Luis González-Torres de Navarra y Castro. El 14 de septiembre de 1810 fue derrotado y hecho prisionero por el general O'Donnell en la batalla de La Bisbal. Cedido en custodia a los ingleses, quedó en cautividad hasta el fin de la guerra en 1814. Se retiró del servicio en 1815 y murió en 1826.